# I Still Am
I Still Am è il nono album del rapper statunitense Yo Gotti, pubblicato nel 2017.
| Recensione | Giudizio |
| ---------- | -------- |
| AllMusic   | [ 1 ]    |

## Tracce
1. Betrayal – 4:25 (testo: Mario Mims, Joshua Luellen, London Holmes – musica: Southside, London on da Track)
2. Back Gate – 3:12 (testo: Mims, Benjamin Diehl, Khaled Khaled – musica: Ben Billions)
3. Brown Bag – 2:48 (testo: Mims, Xavier Dotson – musica: Zaytoven)
4. Rake It Up (con Mike Will Made It featuring Nicki Minaj) – 4:36 (testo: Mims, Michael Williams, Onika Maraj, Todd Shaw – musica: , Mike Will Made It, 30 Roc (co-prod.))
5. Juice – 2:29 (testo: Mims, Diehl, Khaled – musica: Ben Billions)
6. Different – 3:23 (testo: Mims, Dotson – musica: Zaytoven)
7. Save It for Me (featuring Chris Brown) – 3:57 (testo: Mims, Christopher Brown, Diehl, Khaled, Kevin Cossom, Gamal Lewis – musica: Ben Billions)
8. 2908 – 3:42 (testo: Mims, Diehl, Khaled, Norman Keith – musica: Ben Billions)
9. One on One (featuring YFN Lucci & Meek Mill) – 3:50 (testo: Mims, Shane Lindstrom, Rayshawn Bennett, Robert Williams – musica: Murda Beatz)
10. Oh Yeah (featuring French Montana) – 3:11 (testo: Mims, Karim Kharbouch, Christian Ward, Austin Owens, James Foye III, Darwin Turner, Terius Gray, Byron Thomas – musica: Ayo, Keyz, Hitmaka)
11. Yellow Tape (featuring 21 Savage) – 3:24 (testo: Mims, Shayaa Abraham-Joseph, Lindstrom, Rasool Diaz – musica: Murda Beatz, Rasool Diaz)
12. Don't Wanna Go Back – 3:28 (testo: Mims, Christopher Gholson – musica: Drumma Boy)
13. Around the World – 2:23 (testo: Mims, Diehl, Khaled – musica: Ben Billions)

## Classifiche
| Classifica (2017) | Posizione massima |
| ----------------- | ----------------- |
| Canada            | 74                |
| Stati Uniti       | 6                 |